# Paya Meuneng
Paya Meuneng is een bestuurslaag in het regentschap Bireuen van de provincie Atjeh, Indonesië. Paya Meuneng telt 645 inwoners (volkstelling 2010).